# 迪特里希·冯·肖尔蒂茨
迪特里希·胡戈·赫爾曼·冯·肖尔蒂茨（德語：Dietrich Hugo Hermann von Choltitz，1894年11月9日—1966年11月4日），又译肖爾鐵茨或科尔蒂茨，是一名德国將領，分别于一战和二战时期在德意志帝国陸军、德意志国防军中服役。他所为人熟知的事迹主要发生在1944年时的巴黎，时任巴黎軍政長官的他拒绝服从希特勒关于毀滅该城市的命令，而是将其和平转交给自由法国的军队。今日，肖尔蒂茨作为“巴黎的救星”而受到法国人的普遍尊敬。
对于他拒绝服从希特勒指示的原因，冯·肖尔蒂茨后来解释道：「在军事方面，这个做法（毀滅巴黎）没有意义，那时的希特勒也全然失去了理智。」此外，还有他对法国历史、法國文化的热爱。

## 生平

### 早年的军旅生活
一战爆发前几个月，肖尔蒂茨参加了德意志帝国军第24师。该师主要在西线战斗，他在这里陆续升为陆军中尉、团部第三营队的副官，其用时都不到一年。魏玛共和国时期，他留在国家防卫军并于1929年成为骑兵少尉。他一路升官，分别在1937年擔任第十六步兵團第3營營長、1938年晉升中校。
二战时期，肖尔蒂茨带领部下参加了鹿特丹战役（1940年），他们一边与人数超过自己7倍的荷兰军战斗，一边进行了危险的空降并控制了该城几处关键的桥梁。他因这场进攻中的勇敢表现而获颁纳粹德国的最高荣誉勋章騎士鐵十字勳章。同年的9月份，他成为该团的总长，随后又1941年的春季晉升為上校。
巴巴罗萨行动开始时，肖尔蒂茨的部队驻扎在罗马尼亚，他们作为南方军的一支分队向乌克兰进军。后来，作为埃里希·冯·曼施坦因第11集团军的部下，他们参加了塞瓦斯托波尔围城战。这场围城战非常激烈血腥，他的部队从4,800人锐减到349人，肖尔蒂茨本人的肩膀也负伤了。不久，他被提拔为少将。1942年，他成为第260步兵师師長。翌年，他升为德意志国防军中将，开始指挥第11装甲师，参加了库尔斯克战役。
在这段时间里，肖尔蒂茨作为一名焦土政策的执行者和城市破坏者的名声开始形成。当他带领部下从俄国前线渐退的时候，他们破坏了能够被敌人利用的一切东西。那时候，他坚定地执行毁坏敌人基础设施的命令。这使他在骇人听闻的华沙起义事件（发生于1944年，约20万平民死亡、85%建筑损毁）后受到舆论的猛烈批评，人们指责他毁灭了整个华沙。实际上，肖尔蒂茨当时是在西方战线，而那场起义的镇压者是党卫队。
1944年3月，肖尔蒂茨转移到意大利，在当地任命为第76装甲军的指挥官，参加了鹅卵石行动。1944年6月，他转移到西方战线指揮第85军，与从诺曼底登陆的盟军战斗。

### 巴黎軍政長官
1944年8月1日，冯·肖尔蒂茨升任德国陆军步兵上將。8月7日，他又獲任巴黎軍政長官。第二天，在一场会议上，希特勒指示他做好消灭巴黎所有历史文化建筑的准备。8月9日，肖尔蒂茨抵达巴黎，希特勒又发来电报再次明确命令：“这座城市绝对不能落入敌手，与其这样，不如让它成为一片废墟”。据说，过了一个星期后，希特勒从总部打电话给肖尔蒂茨，以一种愤怒的语气质问道：“Brennt Paris（巴黎烧了吗）?”
8月15日，巴黎警察开始罢工。8月19日，法国共产党领导的起义爆发，肖尔蒂茨手下的守备部队选择反击，但因力量太弱而无法完全镇压。8月20日，肖尔蒂茨出面和起义者进行了和平调解。然而，法国内務部隊并没有接受停战协定，随后的几天仍然发生了大大小小的冲突。
8月25日，他正式将17,000人的德国驻防军交给了自由射手和法國游擊隊，这使巴黎城基本上完好无损。正因没有执行希特勒的指令，冯·肖尔蒂茨被人们称作是“巴黎救星”。

### 战后

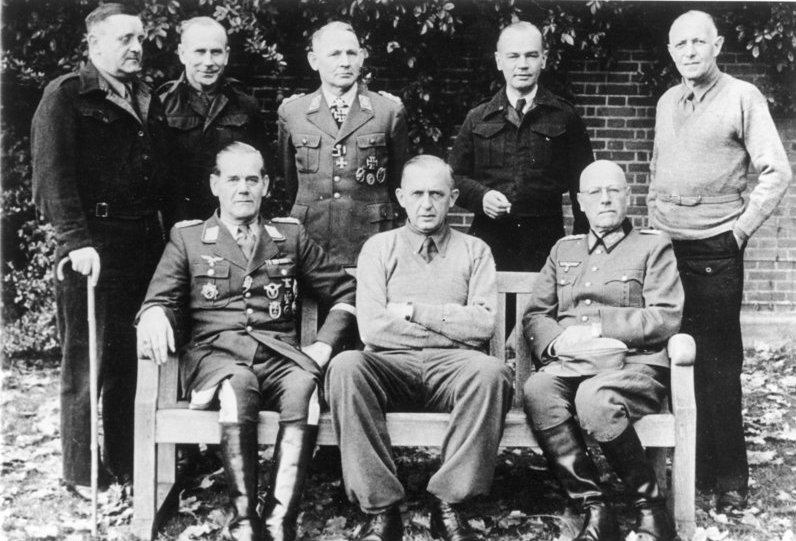
冯·肖尔蒂茨（后排最左边）与其他德军将领在特伦特公园。

肖尔蒂茨被关押在英國伦敦北部的特伦特公园裡一段时间。这是一个关押德国高级将领的牢房，他在这里与其他囚犯的对话被记下來，其中的一段话如下：
“我们都是有罪的。我们经历了一切事情，还半推半就接受了纳粹的主张，而不是对納粹说道：‘下地狱罷，你這该死的騙子！’我误导了我的士兵，害他们相信了这套垃圾，我对此极为羞愧，也许我们比无知的禽獸還有罪。”（1944年10月）
在美国密西西比州的克林顿营待了一段时间后，冯·肖尔蒂茨于1947年被盟军释放了。1956年，他悄悄地回到了巴黎的莫里斯酒店（他在巴黎当司令官时的总部）。据报道，服务生發现了这位短小精幹的男人，他以一种“难以想象的精准姿势”和迷茫的样子把酒吧逛了一遭。当经理与他会面时，他说想参观一下自己从前的房间。在他的老地方待了不到15分钟后，这位老将军推辞了经理的香槟，离开了这里。
1966年11月，迪特里希·冯·肖尔蒂茨因战争带来的顽疾而在巴登-巴登市医院逝世。他被埋葬在巴登-巴登市立公墓，一些法国的高级官员参加了葬礼。